# Cota monantha
Cota monantha (роман одноцвітий як Anthemis monantha + роман крейдяний як Anthemis cretacea + роман дрібноцвітий як Anthemis parviceps) — вид рослин із родини айстрових (Asteraceae).

## Біоморфологічна характеристика
Це багаторічна зелена запушена рослина 10–50 см заввишки. Кошики поодинокі, 1.2—3 см у діаметрі. Крайові квітки у кошику від блідо- до яскраво-жовтих. Період цвітіння: червень — серпень.

## Середовище проживання
Зростає у Криму й на Північному Кавказі.
В Україні зростає на крейдяних чи кам'янистих чи трав'янистих схилах, на сухих степах, біля доріг — у Криму.